# Leopold von Goëss
Leopold Peter Graf von Goëss, Freiherr zu Karlsberg und Moosburg (* 28. Oktober 1848 in Graz; † 22. Juli 1922 in Ebenthal in Kärnten), war promovierter Jurist, k. u. k. Kämmerer, Geheimer Rat und Fideikommissherr, Politiker und Landespräsident des Herzogtums Bukowina, danach Statthalter in Triest und dem Küstenland.

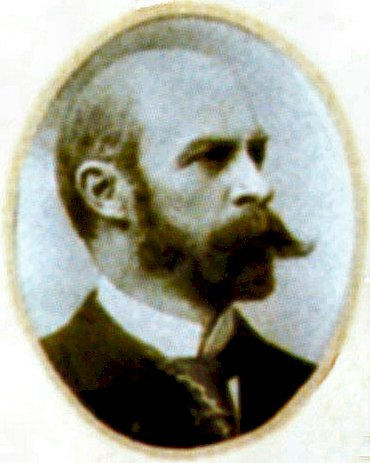
Leopold Graf von Goess um 1900

## Leben
Der Bruder des Kärntner Landeshauptmanns Zeno Vinzenz Graf von Goëss, aus der Familie Goëss trat nach absolviertem Studium eine Stelle Verwaltungsjurist an, wurde alsbald k. u. k. Hofrat, und zwar im Dienst des Landespräsidiums Kärnten.
Zuerst Leiter der Landesregierung, betraut mit der Führung der Geschäfte des Landespräsidenten (8. Juni bis 6. September 1894), wurde er sodann bis zum 14. Dezember 1897 Landespräsident der Bukowina. In dieser Funktion wirkte er erfolgreich in der Befriedung von Interessenkonflikten der unterschiedlichen Nationalitäten.
Vom 14. Dezember 1897 bis 1. Oktober 1904 war Goëss Statthalter in Triest und dem Küstenland. In diesem Amt bemühte sich um einen Ausgleich der vor allem während der Volkszählung von 1901 intensivierten Spannungen zwischen Italienern und Slowenen, bevorzugte aber zugleich das deutschsprachige Element in Handel und Gewerbe und betrieb den Ausbau des Triestiner Hafens. Im Gefolge irredentistischer Demonstrationen beim Lloyd Triestino wurde Goëss abberufen.
Er wurde 1905 Mitglied des Herrenhauses des österreichischen Reichsrates, 1911 Obersterbstabelmeister (ein Hofamt, eine Art Zeremonienmeister bei der Hoftafel) in Kärnten sowie Geheimer Rat und Kämmerer.
Er betrieb wirtschaftliche Studien und war für ein Ministeramt im Gespräch. Goëss engagierte sich nach dem Ersten Weltkrieg auf deutschkärntner Seite anlässlich der Kärntner Volksabstimmung 1920.
Goëss wurde auf Grund seiner Verdienste Ehrenbürger von Sereth (Siret) (Bukowina) und Cherso (Cres) (Istrien).

## Familie
Goëss war Fideikomissherrder Primo- (seit 1891) sowie der Sekundogenitur (seit 1911) in Kärnten auf Ebenthal, Karlsberg und Moosburg, Herr auf Ligist und Premstätten, in der Steiermark, heiratete am 24. Juli 1889 zu Bleiburg die Sternkreuzordens- und Palastdame Marianne (* 10. September 1869 in Streiteben; † Graz 21. April 1904 in Graz), Tochter des Johann Duclas, Graf von Thurn und Valsassina-Como-Vercelli und Gabriele Gräfin von Bray-Steinburg. Das Paar hatte sechs Kinder, darunter Johann Zeno Goëss.